# Miturga ferina
Miturga ferina är en spindelart som beskrevs av Simon 1909. Miturga ferina ingår i släktet Miturga och familjen sporrspindlar.
Artens utbredningsområde är Western Australia. Inga underarter finns listade i Catalogue of Life.